# Zwitsers voetbalelftal in 2002
Het Zwitsers voetbalelftal speelde acht officiële interlands in het jaar 2002, waaronder drie duels in de kwalificatiereeks voor het EK voetbal 2004 in Portugal. Bondscoach was Köbi Kuhn, die aantrad in 2001. Op de in 1993 geïntroduceerde FIFA-wereldranglijst steeg Zwitserland in 2002 van de 65ste (januari 2002) naar de 44ste plaats (december 2002).

## Balans
| Wedstrijden | Wedstrijden | Wedstrijden | Wedstrijden | Doelpunten | Doelpunten | Doelpunten | Punten |
| Gespeeld    | Winst       | Gelijk      | Verlies     | Voor       | Tegen      | Saldo      | Punten |
| ----------- | ----------- | ----------- | ----------- | ---------- | ---------- | ---------- | ------ |
| 8           | 4           | 3           | 1           | 15         | 11         | +4         | 1.375  |

## Interlands
|                                                                |                          |       |                 |                                                                                  |
| 12 februari Cyprus Toernooi № 616 «onderlinge duels» 20:00 uur | Cyprus                   | 1 – 1 | Zwitserland     | Makarion Stadion, Nicosia Toeschouwers: 100 Scheidsrechter: Nikos Agelakis (GRE) |
| 12 februari Cyprus Toernooi № 616 «onderlinge duels» 20:00 uur | Mihalis Konstantinou 21' |       | 32' Hakan Yakin | Makarion Stadion, Nicosia Toeschouwers: 100 Scheidsrechter: Nikos Agelakis (GRE) |

|                                                                |                  |       |                                    |                                                                                              |
| 13 februari Cyprus Toernooi № 617 «onderlinge duels» 20:00 uur | Hongarije        | 1 – 2 | Zwitserland                        | Tsirion Athletic Center, Limassol Toeschouwers: 100 Scheidsrechter: Socratis Socratous (CYP) |
| 13 februari Cyprus Toernooi № 617 «onderlinge duels» 20:00 uur | Gábor Gyepes 82' |       | 53' Ludovic Magnin 56' Hakan Yakin | Tsirion Athletic Center, Limassol Toeschouwers: 100 Scheidsrechter: Socratis Socratous (CYP) |

|                                                               |                    |       |                     |                                                                                 |
| 27 maart Vriendschappelijk № 618 «onderlinge duels» 20:00 uur | Zweden             | 1 – 1 | Zwitserland         | Malmö Stadion, Malmö Toeschouwers: 19.096 Scheidsrechter: Valentin Ivanov (RUS) |
| 27 maart Vriendschappelijk № 618 «onderlinge duels» 20:00 uur | Marcus Allbäck 29' |       | 54' Ricardo Cabanas | Malmö Stadion, Malmö Toeschouwers: 19.096 Scheidsrechter: Valentin Ivanov (RUS) |

|                                                             |                   |       |                                                             |                                                                                         |
| 15 mei Vriendschappelijk № 619 «onderlinge duels» 20:00 uur | Zwitserland       | 1 – 3 | Canada                                                      | Espenmoos Stadion, Sankt Gallen Toeschouwers: 4.000 Scheidsrechter: Konrad Plautz (AUT) |
| 15 mei Vriendschappelijk № 619 «onderlinge duels» 20:00 uur | Blaise N'Kufo 80' |       | 20' Tomasz Radzinski 38' Paul Stalteri 47' Tomasz Radzinski | Espenmoos Stadion, Sankt Gallen Toeschouwers: 4.000 Scheidsrechter: Konrad Plautz (AUT) |

|                                                                  |                                                           |       |                                     |                                                                                  |
| 21 augustus Vriendschappelijk № 620 «onderlinge duels» 20:00 uur | Zwitserland                                               | 3 – 2 | Oostenrijk                          | St. Jakob Park, Bazel Toeschouwers: 23.500 Scheidsrechter: Roberto Rosetti (ITA) |
| 21 augustus Vriendschappelijk № 620 «onderlinge duels» 20:00 uur | Hakan Yakin 19' Alexander Frei 41' Murat Yakin 75' (pen.) |       | 11' Roman Wallner 81' Roman Wallner | St. Jakob Park, Bazel Toeschouwers: 23.500 Scheidsrechter: Roberto Rosetti (ITA) |

|                                                                         |                                                                              |       |                     |                                                                                  |
| 8 september EK-kwalificatie groep 10 № 621 «onderlinge duels» 16:00 uur | Zwitserland                                                                  | 4 – 1 | Georgië             | St. Jakob Park, Bazel Toeschouwers: 20.500 Scheidsrechter: Vladimír Hriňák (SVK) |
| 8 september EK-kwalificatie groep 10 № 621 «onderlinge duels» 16:00 uur | Alexander Frei 37' Hakan Yakin 63' Patrick Müller 75' Stéphane Chapuisat 83' |       | 62' Sjota Arveladze | St. Jakob Park, Bazel Toeschouwers: 20.500 Scheidsrechter: Vladimír Hriňák (SVK) |

|                                                                        |                  |       |                 |                                                                                                |
| 12 oktober EK-kwalificatie groep 10 № 622 «onderlinge duels» 20:00 uur | Albanië          | 1 – 1 | Zwitserland     | Stadiumi Kombetar Qemal Stafa, Tirana Toeschouwers: 15.000 Scheidsrechter: Orhan Erdemir (TUR) |
| 12 oktober EK-kwalificatie groep 10 № 622 «onderlinge duels» 20:00 uur | Edvin Murati 78' |       | 37' Murat Yakin | Stadiumi Kombetar Qemal Stafa, Tirana Toeschouwers: 15.000 Scheidsrechter: Orhan Erdemir (TUR) |

|                                                                        |               |       |                                     |                                                                                 |
| 16 oktober EK-kwalificatie groep 10 № 623 «onderlinge duels» 20:30 uur | Ierland       | 1 – 2 | Zwitserland                         | Lansdowne Road, Dublin Toeschouwers: 28.000 Scheidsrechter: Rune Pedersen (NOR) |
| 16 oktober EK-kwalificatie groep 10 № 623 «onderlinge duels» 20:30 uur | Ian Harte 78' |       | 45' Hakan Yakin 87' Fabio Celestini | Lansdowne Road, Dublin Toeschouwers: 28.000 Scheidsrechter: Rune Pedersen (NOR) |

## FIFA-wereldranglijst
| JAN | FEB | MAR | APR | MEI | JUN | JUL | AUG | SEP | OKT | NOV | DEC |
| --- | --- | --- | --- | --- | --- | --- | --- | --- | --- | --- | --- |
| 65  | 67  | 62  | 65  | 64  |     | 64  | 65  | 55  | 45  | 45  | 44  |

## Statistieken
| Jörg Stiel          | 1968-03-03 | Borussia M'gladbach | 5 | 0 | 0 | 9  | 0 |
| Fabrice Borer       | 1971-12-24 | Grasshopper Club    | 2 | 1 | 0 | 3  | 0 |
| Pascal Zuberbühler  | 1971-01-08 | FC Basel            | 1 | 1 | 0 | 14 | 0 |
| Verdediging         |            |                     |   |   |   |    |   |
| Murat Yakin         | 1974-09-15 | FC Basel            | 8 | 0 | 2 |    |   |
| Patrick Müller      | 1976-12-17 | Olympique Lyon      | 7 | 0 | 1 | 33 | 2 |
| Bernt Haas          | 1978-04-08 | FC Basel            | 7 | 0 | 0 |    |   |
| Ludovic Magnin      | 1979-04-20 | Werder Bremen       | 5 | 1 | 1 |    |   |
| Stéphane Henchoz    | 1974-09-07 | Liverpool           | 5 | 0 | 0 | 55 | 0 |
| Bruno Berner        | 1977-11-21 | SC Freiburg         | 1 | 1 | 0 | 4  | 0 |
| Marc Zellweger      | 1973-10-17 | FC Wil 1900         | 1 | 1 | 0 |    |   |
| Marco Zwyssig       | 1971-10-24 | FC Basel            | 0 | 4 | 0 |    |   |
| Stephan Keller      | 1979-05-31 | FC Zürich           | 0 | 1 | 0 |    |   |
| Giuseppe Mazzarelli | 1972-08-14 | AS Bari             | 0 | 1 | 0 | 13 | 0 |
| Rémo Meyer          | 1980-11-12 | TSV 1860 München    | 0 | 1 | 0 |    |   |
| Yvan Quentin        | 1970-05-02 | FC Zürich           | 0 | 1 | 0 |    |   |
| Middenveld          |            |                     |   |   |   |    |   |
| Hakan Yakın         | 1977-02-22 | FC Basel            | 8 | 0 | 5 |    |   |
| Johann Vogel        | 1977-03-08 | PSV Eindhoven       | 6 | 0 | 0 |    |   |
| Ricardo Cabanas     | 1979-01-17 | Grasshopper Club    | 5 | 2 | 1 |    |   |
| Raphaël Wicky       | 1977-04-26 | Hamburger SV        | 4 | 2 | 0 |    |   |
| Sébastien Fournier  | 1971-06-27 | Servette            | 4 | 0 | 0 |    |   |
| Massimo Lombardo    | 1973-01-09 | Servette            | 2 | 1 | 0 |    |   |
| Fabio Celestini     | 1975-10-30 | Olympique Marseille | 1 | 6 | 1 |    |   |
| Franco Di Jorio     | 1973-09-22 | FC Zürich           | 1 | 2 | 0 |    |   |
| Johann Lonfat       | 1973-09-11 | FC Sochaux          | 1 | 1 | 0 | 15 | 1 |
| Mario Cantaluppi    | 1974-04-11 | FC Basel            | 0 | 3 | 0 |    |   |
| Aanval              |            |                     |   |   |   |    |   |
| Alexander Frei      | 1979-07-15 | Stade Rennais       | 6 | 0 | 2 | 14 | 7 |
| Stéphane Chapuisat  | 1969-06-28 | BSC Young Boys      | 4 | 0 | 1 |    |   |
| Blaise Nkufo        | 1975-05-25 | Hannover 96         | 3 | 1 | 1 |    |   |
| David Sesa          | 1973-07-10 | SSC Napoli          | 1 | 1 | 0 | 36 | 1 |
| Léonard Thurre      | 1977-09-09 | Servette FC         | 0 | 2 | 0 | 5  | 0 |